# Detlef Kahlert
Detlef Kahlert (* 1. August 1962 in Schwerte) ist ein ehemaliger deutscher Bogenschütze.
Kahlert nahm als deutscher Vizemeister an den Olympischen Spielen 1984 teil und landete in Einzel auf Platz 15. Bei den Spielen 1988 wurde er im Einzel 12. und im Mannschaftswettbewerb 18.
Der größte sportliche Erfolg war Mannschaftsgold bei den Weltmeisterschaften 1987; 1995 wurde Kahlert deutscher Hallenmeister. Sein Heimatverein war der Holzener Schützenverein 1844.